# آدلا گینس اورتز
آدلا گینس اورتز (اسپانیایی: Adela Ginés y Ortiz) (متولد ۱۸۴۵ یا ۱۸۴۷ در مادرید، درگذشته ۱۹۱۸ یا ۱۹۲۳ در سن آگوستین گوادلیکس)  نقاش، مجسمه‌ساز، و هنرمند تجسمی اهل اسپانیا بود.

## زندگی‌نامه
آدلا گینس اورتز در مدرسه هنرهای زیبای سن فرناندو در مادرید، اسپانیا تحصیل کرد و دانش آموزی بود که زیر نظر کارلوس دی هاس و سباستین گسا تحصیل کرد. اورتز همچنین معلم انجمن آموزش زنان بود و نقاشی منظره و طبیعت بی جان، به ویژه گلدان ها را تمرین می کرد. آثار او به طور مرتب به نمایشگاه‌های ملی هنرهای زیبا ارائه می‌شد، در سال‌های ۱۸۸۷ و ۱۸۹۵ در نقاشی، در سال ۱۸۹۲ در مجسمه‌سازی، و سومین مدال را در سال‌های ۱۸۹۵ و ۱۸۹۹ در مجسمه‌سازی کسب کرد. کار آدلا ژینس و اورتیز همچنین سومین مدال را در سال ۱۸۹۷ برای نقاشی رنگ روغن از طبیعت بی جان که خروس، مرغ و انگور را به تصویر می کشد به دست آورد. او در سال ۱۸۹۹ در نمایشگاه جهانی پاریس جایزه افتخاری دریافت کرد.